# Bencani
 Bencani  (olaszul:  Benzani ) falu Horvátországban, Isztria megyében. Közigazgatásilag Oprtaljhoz tartozik.

## Fekvése
Az Isztria középnyugati részén, Pazintól 17 km-re északnyugatra, községközpontjától 1 km-re délkeletre, a Mirna völgyétől északra fekszik.

## Története
A falunak 1880-ban 150, 1910-ben 150 lakosa volt. Az első világháború után a rapallói szerződés értelmében Isztria az Olasz Királysághoz került. 1943-ban az olasz kapitulációt követően német megszállás alá került, mely 1945-ig tartott. A második világháború után Jugoszlávia része lett. A település Jugoszlávia felbomlása után 1991-ben a független Horvátország része, majd 1993-ban Oprtalj község része lett. 2011-ben a falunak 7 lakosa volt. 

## Lakosság
| Lakosság változása | Lakosság változása | Lakosság változása | Lakosság változása | Lakosság változása | Lakosság változása | Lakosság változása | Lakosság változása | Lakosság változása | Lakosság változása | Lakosság változása | Lakosság változása | Lakosság változása | Lakosság változása | Lakosság változása | Lakosság változása |
| ------------------ | ------------------ | ------------------ | ------------------ | ------------------ | ------------------ | ------------------ | ------------------ | ------------------ | ------------------ | ------------------ | ------------------ | ------------------ | ------------------ | ------------------ | ------------------ |
| 1857               | 1869               | 1880               | 1890               | 1900               | 1910               | 1921               | 1931               | 1948               | 1953               | 1961               | 1971               | 1981               | 1991               | 2001               | 2011               |
| 0                  | 0                  | 150                | 149                | 142                | 150                | 0                  | 0                  | 110                | 84                 | 33                 | 24                 | 18                 | 9                  | 8                  | 7                  |